# Ronde van Frankrijk 2019/Twintigste etappe
De twintigste etappe van de Ronde van Frankrijk 2019 werd verreden op 27 juli over een lengte van 59 kilometer van Albertville naar Val Thorens. Het was de laatste bergetappe in deze Tour de France. In eerste instantie was de etappe 130 kilometer lang, maar een aardverschuiving, als gevolg van noodweer, op de Cormet de Roselend maakte koersen over deze berg onmogelijk. Daarom reed men nu direct naar de slotklim van circa 35 km en daarmee werd de etappe flink ingekort.
| Albertville – Val Thorens (59 km) |                    |                    |          |
| Plaats                            | Naam               | Ploeg              | Tijd     |
| 1                                 | Vincenzo Nibali    | Bahrain-Merida     | 1u51'53" |
| 2                                 | Alejandro Valverde | Movistar Team      | + 10"    |
| 3                                 | Mikel Landa        | Movistar Team      | + 14"    |
| 4                                 | Egan Bernal        | Team INEOS         | + 17"    |
| 5                                 | Geraint Thomas     | Team INEOS         | z.t.     |
| 6                                 | Rigoberto Urán     | EF Education First | + 23"    |
| 7                                 | Emanuel Buchmann   | BORA-hansgrohe     | z.t.     |
| 8                                 | Steven Kruijswijk  | Team Jumbo-Visma   | + 25"    |
| 9                                 | Wout Poels         | Team INEOS         | + 30"    |
| 10                                | Nairo Quintana     | Movistar Team      | z.t.     |
|                                   |                    |                    |          |
| 25                                | Dylan Teuns        | Bahrain-Merida     | + 3'13"  |

| Algemeen klassement |                    |                       |           |
| Plaats              | Naam               | Ploeg                 | Tijd      |
| 1                   | Egan Bernal        | Team INEOS            | 79u52'52" |
| 2                   | Geraint Thomas     | Team INEOS            | + 1'11"   |
| 3                   | Steven Kruijswijk  | Team Jumbo-Visma      | + 1'31"   |
| 4                   | Emanuel Buchmann   | BORA-hansgrohe        | + 1'56"   |
| 5                   | Julian Alaphilippe | Deceuninck–Quick-Step | + 3'45"   |
| 6                   | Mikel Landa        | Movistar Team         | + 4'23"   |
| 7                   | Rigoberto Urán     | EF Education First    | + 5'15"   |
| 8                   | Alejandro Valverde | Movistar Team         | + 5'30"   |
| 9                   | Nairo Quintana     | Movistar Team         | + 6'12"   |
| 10                  | Warren Barguil     | Arkéa Samsic          | + 7'32"   |
|                     |                    |                       |           |
| 21                  | Xandro Meurisse    | Wanty-Gobert          | + 56'47"  |

1e etappe ·
2e etappe ·
3e etappe ·
4e etappe ·
5e etappe ·
6e etappe ·
7e etappe ·
8e etappe ·
9e etappe ·
10e etappe ·
11e etappe ·
12e etappe ·
13e etappe ·
14e etappe ·
15e etappe ·
16e etappe ·
17e etappe ·
18e etappe ·
19e etappe ·
20e etappe ·
21e etappe
Startlijst · Eindstanden · Afbeeldingen